# Wolf WR5
O  WR5/WR6  é o modelo da Wolf da temporada de 1978 da Fórmula 1. Foi guiado por Jody Scheckter e Bobby Rahal.

## Resultados[1][2]
(legenda)
| Ano  | Chassi | Motor                | N° | Pilotos        | 1   | 2   | 3   | 4   | 5   | 6     | 7   | 8     | 9   | 10    | 11  | 12  | 13    | 14   | 15   | 16  | Pontos   | Posição |  |
| ---- | ------ | -------------------- | -- | -------------- | --- | --- | --- | --- | --- | ----- | --- | ----- | --- | ----- | --- | --- | ----- | ---- | ---- | --- | -------- | ------- |  |
|      |        |                      |    |                |     |     |     |     |     |       |     |       |     |       |     |     |       |      |      |     |          |         |  |
|      |        |                      |    |                | ARG | BRA | RSA | USW | MON | BEL   | ESP | SWE   | FRA | GBR   | GER | AUT | NED   | ITA  | USA  | CAN |          |         |  |
| 1978 | WR5    | Ford Cosworth DFV V8 | 20 | Jody Scheckter |     |     |     |     |     | Ret G | 4 G | Ret G | 6 G | Ret G | 2 G |     | Ret G | 12 G |      |     | 201 (24) | 5°      |  |
| 1978 | WR5    | Ford Cosworth DFV V8 | 21 | Bobby Rahal    |     |     |     |     |     |       |     |       |     |       |     |     |       |      | 12 G |     | 201 (24) | 5°      |  |
| 1978 | WR6    | Ford Cosworth DFV V8 | 20 | Jody Scheckter |     |     |     |     |     |       |     |       |     |       |     |     | 12 G  |      | 3 G  | 2 G | 201 (24) | 5°      |  |

↑1  O WR1 foi utilizado nos GPs: Brasil, África do Sul, Mônaco (Scheckter) e Canadá (Rahal) marcando 4 pontos. O WR3 nos GPs: Oeste dos Estados Unidos (Scheckter), Alemanha e Áustria (Rosberg). O WR4 nos GPs: Argentina (Scheckter) e Holanda (Rosberg).